# Esk National Park
Esk National Park är en park i Australien. Den ligger i delstaten Queensland, omkring 72 kilometer väster om delstatshuvudstaden Brisbane. Esk National Park ligger 296 meter över havet.
Runt Esk National Park är det mycket glesbefolkat, med 3 invånare per kvadratkilometer..
I omgivningarna runt Esk National Park växer huvudsakligen savannskog. Genomsnittlig årsnederbörd är 1 106 millimeter. Den regnigaste månaden är januari, med i genomsnitt 235 mm nederbörd, och den torraste är september, med 31 mm nederbörd.